# Cichla kelberi
El tucunaré amarillo (Cichla kelberi) es una especie de peces de la familia Cichlidae en el orden de los Perciformes.

## Morfología
Los machos pueden llegar alcanzar los 27,6 cm de longitud total.
Los ejemplares adultos se distinguen de los de todas las demás especies de Cichla por la presencia de pequeños puntos claros en las aletas pélvicas y anales y en el lóbulo inferior de la aleta caudal. De igual modo que ocurre en C. monoculus y C. pleiozona, C. kelberi posee 3 barras oscuras verticales en cada lado, presencia de manchas oscuras irregulares en el lado anterior del abdomen, una pronunciada barra occipital (en grandes especímenes), y ausencia de ocelos o marcas de color negro en los lados de la cabeza. Se distingue de C. pleiozona por tener menos escamas sobre la banda lateral (76 a 83 contra 84 a 93 en C. pleiozona) y ausencia de la típica banda número 4 (la que antecede al pedúnculo caudal).

## Distribución geográfica
Se encuentran en Sudamérica. Originalmente era endémico de Brasil, pero fue introducido en la cuenca del Plata, teniendo poblaciones en el embalse de la Represa de Itaipú, y de allí alcanzó aguas abajo del alto Paraná.